# クリスマス音楽祭
『クリスマス音楽祭』（クリスマスおんがくさい）は、TBS系列で2017年から毎年12月下旬（冬）に生放送されている大型音楽番組である。2020年以降は番組名を概ね『CDTVライブ！ライブ！クリスマススペシャル20XX（西暦）』として放送。

## 概要
TBS系列でかつて日曜0:58 - 2:08（土曜深夜）にレギュラー放送されていた音楽番組『COUNT DOWN TV』では、これまでに『年越しプレミアライブ』や『ハロウィン音楽祭』といった派生大型特番を放送してきたが、初めてのクリスマス大型特番となる。
2017年の初回では番組タイトル通り、豪華な出演アーティストがクリスマスソング・ラブソング・ウィンターソングを中心にスタジオ披露したり、街角インタビュー&番組ホームページで特に人気だったクリスマスソング・ラブソング・ウィンターソングをVTRで一挙に紹介したり、ラブソングとドラマのコラボレーション企画などを展開していた。2018年の第2回以降は、他の音楽番組同様に多くの出演アーティストがスタジオもしくは中継先から楽曲を披露している。
2020年4月に『CDTVライブ!ライブ!』が開始された事に伴い、『ライブ!ライブ!』の企画として発展的解消されている。

## 放送内容

### 第1回
- 放送タイトル：『CDTVスペシャル! クリスマス音楽祭2017』
- 放送日時：2017年12月25日（月曜日）19:00 - 23:24
- 司会・進行：江藤愛（TBSアナウンサー）

### 第2回
- 放送タイトル：『CDTVスペシャル! クリスマス音楽祭2018』
- 放送日時：2018年12月24日（月曜日・祝日[4]）19:00 - 23:24
- 司会・進行：江藤愛（TBSアナウンサー）

### 第3回
- 放送タイトル：『CDTVスペシャル! クリスマス音楽祭2019』
- 放送日時：2019年12月23日（月曜日）19:00 - 23:27
- 司会・進行：江藤愛（TBSアナウンサー）

### 第4回
- 放送タイトル：『CDTVライブ!ライブ! クリスマス4時間スペシャル2020』
- 放送日時：2020年12月21日（月曜日）19:00 - 22:57
- 司会・進行：ライブ!ライブ!スタッフ・えとちゃん（江藤愛〈TBSアナウンサー〉）

### 第5回
- 放送タイトル：『CDTVライブ!ライブ! クリスマス4時間スペシャル2021』
- 放送日時：2021年12月20日（月曜日）19:00 - 22:57
- 司会・進行：ライブ!ライブ!スタッフ・えとちゃん（江藤愛〈TBSアナウンサー〉）
- 進行アシスタント：EXIT（りんたろー。・兼近大樹）

### 第6回
- 放送タイトル：『CDTVライブ!ライブ! クリスマス4時間スペシャル2022』
- 放送日時 2022年12月19日(月)19:00 -22:57
- 司会・進行：ライブ!ライブ!スタッフ・えとちゃん（江藤愛〈TBSアナウンサー〉）
- 進行アシスタント：EXIT（りんたろー。・兼近大樹）

### 第7回
- 放送タイトル：『CDTVライブ!ライブ! クリスマス4時間半スペシャル2023』
- 放送日時 2023年12月18日(月)18:30 -22:57
- 司会・進行：ライブ!ライブ!スタッフ・えとちゃん（江藤愛〈TBSアナウンサー〉）

### 第8回
- 放送タイトル：『CDTVライブ!ライブ! クリスマス4時間半スペシャル2024』
- 放送日時 2024年12月16日(月)18:30 -22:57
- 司会・進行：ライブ!ライブ!スタッフ・えとちゃん（江藤愛〈TBSアナウンサー〉）

## ネット局
| 放送対象地域   | 放送局名                   | 系列    | 備考       |
| -------------- | -------------------------- | ------- | ---------- |
| 関東広域圏     | TBSテレビ （TBS）          | TBS系列 | 制作局     |
| 北海道         | 北海道放送 （HBC）         | TBS系列 | 同時ネット |
| 青森県         | 青森テレビ （ATV）         | TBS系列 | 同時ネット |
| 岩手県         | IBC岩手放送 （IBC）        | TBS系列 | 同時ネット |
| 宮城県         | 東北放送 （TBC）           | TBS系列 | 同時ネット |
| 山形県         | テレビユー山形 （TUY）     | TBS系列 | 同時ネット |
| 福島県         | テレビユー福島 （TUF）     | TBS系列 | 同時ネット |
| 山梨県         | テレビ山梨 （UTY）         | TBS系列 | 同時ネット |
| 長野県         | 信越放送 （SBC）           | TBS系列 | 同時ネット |
| 新潟県         | 新潟放送 （BSN）           | TBS系列 | 同時ネット |
| 静岡県         | 静岡放送 （SBS）           | TBS系列 | 同時ネット |
| 富山県         | チューリップテレビ （TUT） | TBS系列 | 同時ネット |
| 石川県         | 北陸放送 （MRO）           | TBS系列 | 同時ネット |
| 中京広域圏     | CBCテレビ （CBC）          | TBS系列 | 同時ネット |
| 近畿広域圏     | 毎日放送 （MBS）           | TBS系列 | 同時ネット |
| 鳥取県・島根県 | 山陰放送 （BSS）           | TBS系列 | 同時ネット |
| 岡山県・香川県 | RSK山陽放送 （RSK）        | TBS系列 | 同時ネット |
| 広島県         | 中国放送 （RCC）           | TBS系列 | 同時ネット |
| 山口県         | テレビ山口 （tys）         | TBS系列 | 同時ネット |
| 愛媛県         | あいテレビ （ITV）         | TBS系列 | 同時ネット |
| 高知県         | テレビ高知 （KUTV）        | TBS系列 | 同時ネット |
| 福岡県         | RKB毎日放送 （RKB）        | TBS系列 | 同時ネット |
| 長崎県         | 長崎放送 （NBC）           | TBS系列 | 同時ネット |
| 大分県         | 大分放送 （OBS）           | TBS系列 | 同時ネット |
| 熊本県         | 熊本放送 （RKK）           | TBS系列 | 同時ネット |
| 宮崎県         | 宮崎放送 （MRT）           | TBS系列 | 同時ネット |
| 鹿児島県       | 南日本放送 （MBC）         | TBS系列 | 同時ネット |
| 沖縄県         | 琉球放送 （RBC）           | TBS系列 | 同時ネット |

## スタッフ
- 構成：野村正浩、若尾守重
- ナビゲーター：バッキー木場 （『ライブ!ライブ!』編入前）、下野紘（『ライブ!ライブ!』編入後）
- TM：山下直
- TD：山根卓也
- VE：鈴木昭平
- カメラ：小笠原朋樹
- 音声：池田千廣
- 照明：渋谷康治
- 美術プロデューサー：中江大志、棚橋浩之
- 美術デザイナー：谷佳奈恵、宇野宏美
- 美術制作：若松真夢
- 装置：愛(相)良比佐夫
- 操作：小野寺浩
- 電飾：伊吹英之
- 特殊装置：高橋出
- 装飾：野呂利勝
- 特殊効果：星野達哉
- レーザー：本田祐介
- 楽器：小室洋平
- ヘアメイク：澤田梨沙
- CGプロデューサー：團野慎太郎
- CGデザイナー：山口大樹、松山真浩
- 編集：清水由子
- MA：並木丈治
- 編成：中島啓介、加藤丈博
- 番組宣伝：清水由花、山岸信良
- 技術協力：東通、TBSテックス、ティエルシー、エヌ・エス・ティー、TAMCO、ラ・ルーチェ、RISING、テクト、MTPLANNING
- 制作協力：ファルコン、ボトム、クラリシオン、シークマン
- TK：鈴木裕恵
- デスク：小川伸子
- MP：吉橋隆雄
- AP：サード吉田、遠藤英里、久松理絵、白山真穂、上田彩
- 舞台監督：古賀輝彦
- 総合演出：伊藤秀人
- プロデューサー：志賀大士、時松隆吉、安永洋平
- エグゼクティブプロデューサー：大木真太郎
- 製作著作：TBS

### 過去のスタッフ
- 構成：美濃部達宏、村山由紀子、谷岡千江里
- ナビゲーター:ホラン千秋（2017年）
- 編成：辻有一
- MP：古谷英一
- 舞台監督：前澤位江